# Yin ru chen yan
Yin ru chen yan (隐入尘烟, Yǐn rù chényān), comercialitzada internacionalitzada com Return to Dust és una pel·lícula dramàtica xinesa escrita i dirigida per Li Ruijun. Es va estrenar al 72è Festival Internacional de Cinema de Berlín. Està en xinès mandarí amb una durada de 133 minuts. Es va estrenar al Regne Unit al Festival Internacional de Cinema d'Edimburg l'agost de 2022, i s'estrenarà generalment al novembre. Al setembre de 2022, la pel·lícula havia guanyat 100 milions de iuans (14 milions de dòlars EUA) a taquilla, amb un pressupost de 2 milions de iuans.

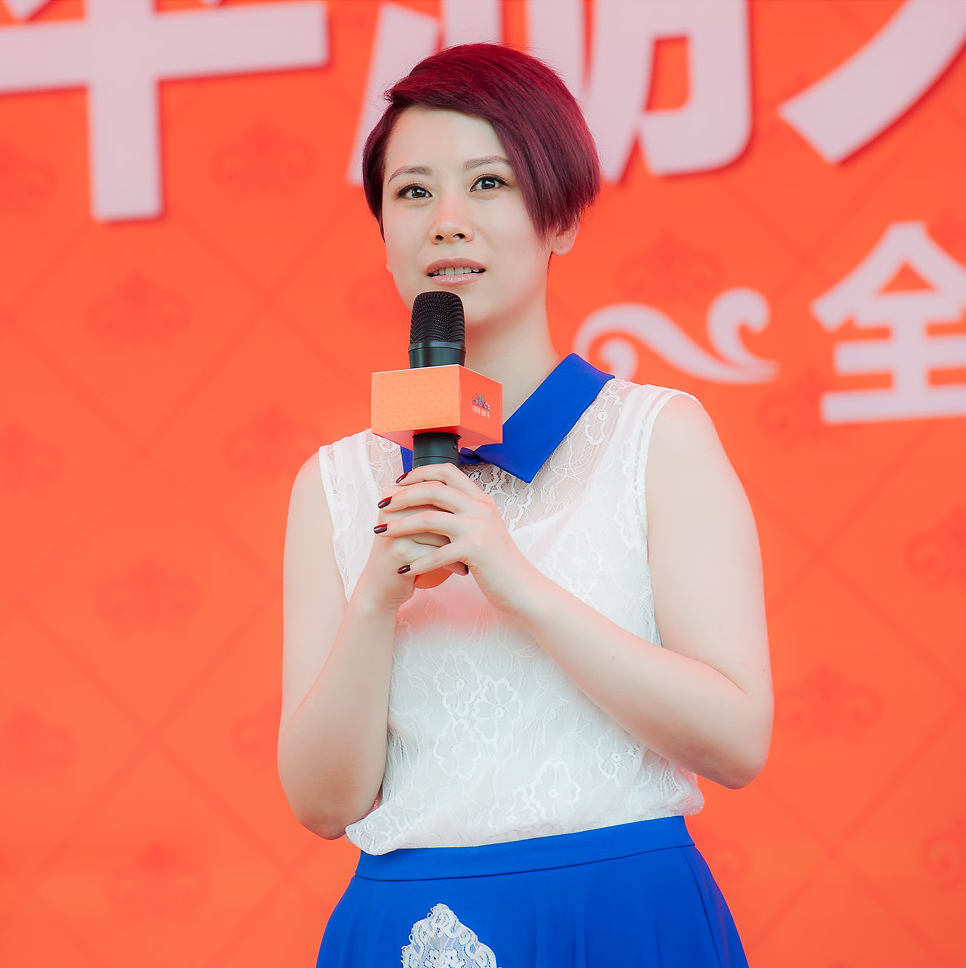
Hai Qing, protagonista de la pel·lícula (fotografia de 2013)

La pel·lícula va ser retirada dels serveis de transmissió a la Xina el 26 de setembre de 2022. Els mitjans de comunicació occidentals com Radio Free Asia van informar que s'havia prohibit esmentar la pel·lícula a Weibo.Més tard ho va informar el South China Morning Post aquesta discussió sobre la pel·lícula no s'havia prohibit a les xarxes socials xineses, però el motiu de la retirada de la pel·lícula dels serveis de reproducció no s'havia aclarit. Altres fonts més tard. va informar que les publicacions sobre la pel·lícula estaven bloquejades a Wei bo, suggerint que després de tot hi havia una prohibició d'esmentar la pel·lícula. Abans de la seva retirada, estava disponible una versió de la pel·lícula amb un final alternatiu.

## Sinopsi
La història segueix la vida de Ma Youtie i Cao Guiying al Gansu rural durant tot l'any 2011. Guiying està discapacitada, incontinent i infèrtil, ha estat maltractada per la seva família i ha superat l'edat normal en què normalment s'espera que les dones es casin a la Xina rural. Les seves famílies organitzen el seu matrimoni, desenvolupen una proximitat i més tard s'enamoren. Porten una vida senzilla cultivant amb el seu ruc. Hi ha diverses propietats buides a la seva ciutat natal i es traslladen a una d'elles. Un incentiu governamental d'un gran pagament en efectiu als agricultors que permeten enderrocar les seves cases mal construïdes i desocupades és lucratiu per als seus propietaris que han migrat a les ciutats de la Xina a la recerca de feina. Cada vegada que la casa que ocupen és enderrocada, Youtie i Guiying es traslladen a una altra propietat desocupada fins que decideixen construir la seva pròpia granja millor i més gran. Utilitzen maons de fang que ells mateixos fabriquen, i vells pals de fusta recuperats de les demolicions. Un empresari local té una emergència sanitària i requereix transfusions de sang. A Youtie se li diu que comparteix el mateix tipus de sang rar i sovint se’l crida a donar sang per salvar la vida de l'home de negocis. A canvi de les seves donacions de sang, la família benestant de l'home de negocis ofereix a Youtie regals barats, que ell rebutja respectuosament perquè creu que són massa luxosos. Amb finalitats propagandístiques, el govern proposa assigna a Youtie i Guiying un nou apartament en un edifici de gran alçada de la ciutat, però Youtie i Guiying ho troben poc pràctic perquè l'apartament no pot allotjar els seus animals de granja. Guiying es posa malalta i Youtie li diu que descansi al llit mentre ell surt a treballar. Youtie es mostra més tard aquell dia passant per davant d'un grup de locals asseguts sense preocupar-se al costat del canal de reg. Li diuen que en Guiying l'havia estat buscant per donar-li menjar, però que es va sentir marejafs i va caure a l'aigua i es va ofegar. Els locals no l'havien ajudat ni li havien tret el cos. Youtie està devastat i salta al canal per recuperar el cos de Guiying. Youtie acaba tranquil·lament la seva collita en els propers dies, després allibera el seu fidel ruc treballador i ven totes les seves possessions per saldar els seus deutes, sense deixar res de banda com ho faria normalment per a la sembra de la propera temporada. Fins i tot en aquesta transacció final Youtie és enganyat pel comprador que l'obliga a arrodonir el preu "per facilitar la comptabilitat". Quan preparava el cos de Guiying per a l'enterrament, Youtie pressiona uns grans de blat de moro per fer-li una marca a la mà, cosa que explica una escena anterior significava que sentia que sempre la podria trobar. La implicació és que vol unir-se a ella en la mort. Youtie pren verí i s'estira, col·locant especialment el cap al costat del llit per estar a prop del carbó fumejant que ha encès per emetre fums de monòxid de carboni. El seu cos tremola incontrolablement. La càmera fa una panoràmica cap a una espiga de blat de moro que té, que es doblega suaument d'una manera i d'una altra. Les poques pertinences restants de Youtie es mostren endudes en un carro de mà, mentre que un funcionari del govern paga al germà de Youtie pel permís per enderrocar la casa que Youtie i Guiying havien construït i on havien viscut feliços durant un breu temps. Es mostra que l'ase ha tornat a casa sol, però és ignorat, no desitjat per ningú.

## Nota sobre el final
La pel·lícula es va convertir en un objectiu per als censors de la Xina i es van imposar alguns canvis al final. Quan els locals li diuen a Youtie que Guiying s'ha ofegat, no és clar exactament quant abans havia passat això: l'edició suggereix que només havia passat aquell moment, però Guiying és morta i clarament ha estat flotant a l'aigua durant un temps. i cap dels locals li havia ajudat ni li havia tret el cos, i tots estan asseguts allà tranquils. A la seva escena final, Youtie no es mostra bevent el verí, però l'ampolla es mostra a l'altar que ha fet per a Guiying. A l'escena següent i final, quan la casa està sent enderrocada, s'han afegit dues línies de diàleg, com d'un personatge a un altre en un pla, afirmant que ara Youtie es traslladarà al seu nou pis de la ciutat. Això no té sentit en el context de l'escena anterior, i és evident que la gent de la pantalla no es parla entre elles: ni tan sols es miren, i en tot cas no s'escoltaria una veu per sobre del soroll de la maquinària de demolició. Abans que la pel·lícula fos retirada de les plataformes de streaming a la Xina, la versió revisada va afegir una línia de text en aquest punt abans de començar els crèdits. Diu (en xinès): "Ma Youtie es va traslladar a la seva nova llar a l'hivern del 2011 i va començar la seva nova vida amb l'ajuda del govern i els habitants del poble".

## Repartiment
| Ma Youtie   | Wu Renlin |
| Cao Guiying | Hai Qing  |
| Font:       |           |

## Producció
Per tal de fer la pel·lícula el repartiment i l'equip van haver de viure en un poble remot al nord-oest de Gansu i Hai Qing, que és una estrella de cinema aclamada a la Xina, va viure en realitat amb Wu Renlin, un home local que és un actor sense formació. A Hai se li va ensenyar les habilitats necessàries per ser agricultor i va participar en la construcció de cases de maó de fang. Hai també va aprendre el dialecte local. Wu normalment treballa com a granger.

## Premis
| Any  | Premi                                             | Categoria                    | Nominat                      | Resultat  | Ref    |
| ---- | ------------------------------------------------- | ---------------------------- | ---------------------------- | --------- | ------ |
| 2022 | 72è Festival Internacional de Cinema de Berlín    | Ós d'Or                      | Return to Dust               | Nominat   | [ 11 ] |
| 2022 | 67a Setmana Internacional de Cinema de Valladolid | Espiga d’Or                  | Espiga d’Or                  | Guanyador | [ 12 ] |
| 2022 | X Asian Film Festival Barcelona                   | Premi a la millor pel·lícula | Premi a la millor pel·lícula | Guanyador | [ 13 ] |